# Panamericano
Panamericano è un comune del Venezuela situato nello Stato di Táchira.
Il capoluogo del comune è la città di Coloncito.